# Anastasius Ludwig Mencken

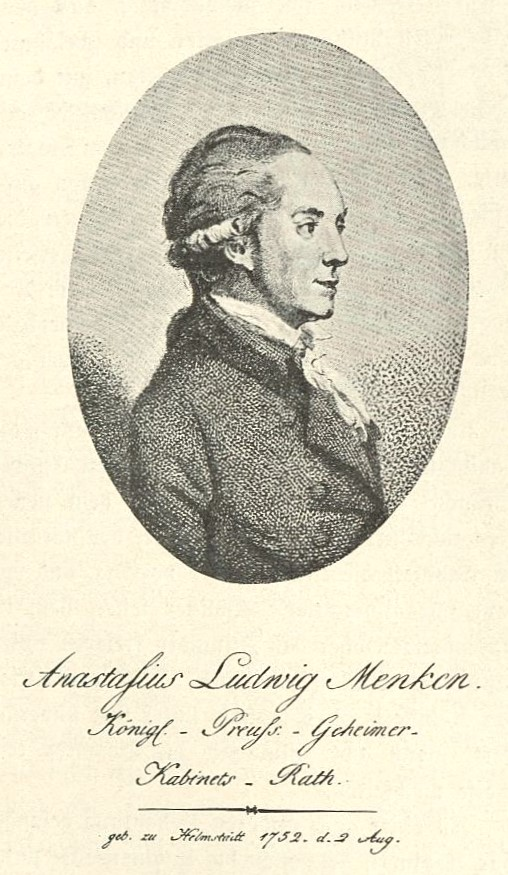
Anastasius Ludwig Mencken

Anastasius Ludwig Mencken (* 2. August 1752 in Helmstedt; † 5. August 1801 wohl in Potsdam; auch Menken) war königlich-preußischer Kabinettssekretär unter Friedrich dem Großen, Kabinettsrat unter Friedrich Wilhelm II. und erster Kabinettsrat unter Friedrich Wilhelm III. Als liberaler Verwaltungsreformer erwarb er sich große Verdienste um das preußische Staatswesen.

## Leben
Anastasius Ludwig Mencken wurde 1752 in Helmstedt geboren. Sein Vater Gottfried Ludwig Mencke (der Jüngere) war Professor der Rechtswissenschaften in Leipzig und Helmstedt und stammte aus einer alten Leipziger Gelehrtenfamilie (Nachfahre von Lüder Mencke). Mencken absolvierte die Stadtschule in Halle und studierte in Helmstedt und Leipzig Jura. Unmittelbar vor dem Rigorosum verließ er 1775 fluchtartig Helmstedt und ging nach Berlin. Dort arbeitete er als Hauslehrer der wohlhabenden Familie des Rechtskonsulenten und Bürgermeisters Christian Ludwig Troschel. Eine Mencken zugesagte Berufung als Lehrer an die Berliner Ritterakademie scheiterte 1776 am Einspruch des Ministers Ewald von Hertzberg. Stattdessen wurde Mencken jedoch in die Diplomatenschule der Pépinière aufgenommen.
Im Mai 1777 ging er als Legationssekretär nach Stockholm, im Herbst 1777 und September 1779 leitete er interimistisch die preußische Gesandtschaft in Schweden. Er vermittelte geschickt in einem Konflikt zwischen dem schwedischen König Gustav III. und seiner Mutter Ulrike (einer Schwester des Preußenkönigs Friedrich II.) und war auch als Mittler zwischen Ulrike und Friedrich tätig. Dies brachte ihm das Wohlwollen der schwedischen Königsfamilie ein. Im März 1782 wurde er nach Berlin zurückgerufen und auf Vorschlag des Kabinettsministers Graf von Finckenstein zum Geheimen Kabinettssekretär Friedrichs des Großen ernannt. Seine Aufgabe war es, diplomatische Korrespondenz zu (de-)chiffrieren, später auch im Auftrag des Königs eigenständig Depeschen und Kabinettsordres zu entwerfen. Mit seinem Talent auf diesem Gebiet gewann Mencken das volle Vertrauen Friedrichs, der ihn mit einem ungewöhnlich hohen Gehalt auszeichnete.
Als Friedrich der Große starb, ernannte dessen Nachfolger Friedrich Wilhelm II. Mencken zum Geheimen Kriegsrat. Dem Historiker Hermann Hüffer zufolge war Mencken „der geistig bedeutendste“ unter den Kabinettsräten des Königs. Der politisch liberale und aufgeklärt-rationalistische Mencken verlor jedoch vorübergehend seinen Einfluss an Günstlinge des neuen Königs wie Johann Christoph von Woellner. Dennoch begleitete er Friedrich Wilhelm 1790 zum Kongress von Reichenbach und 1792 in das Hauptquartier des Frankreichfeldzuges (Erster Koalitionskrieg).
Die Ideen der Französischen Revolution hielt Mencken – in gemäßigter Form – für Preußen für anwendbar und wünschenswert, was ihn dem Verdacht „jakobinischer Gesinnung“ aussetzte. Er fiel in Ungnade und zog sich im Dezember 1792 nach Potsdam zurück. Durch das Vermögen seiner Frau finanziell unabhängig, widmete er sich staatswissenschaftlichen und philosophischen Studien. Zu seinen Freunden gehörten der Finanzminister Carl August von Struensee, der Justizminister Eberhard von der Recke, der Publizist Friedrich von Gentz, der Mencke bereits seit der Jugend in Helmstedt bekannte Theologe Heinrich Philipp Konrad Henke, der Verleger Friedrich Unger und der Prinzenerzieher Friedrich Delbrück.
Da Friedrich Wilhelm nicht auf das Verwaltungstalent von Anastasius Ludwig Mencken verzichten konnte, betraute er ihn im Dezember 1796 mit der Aufgabe, die Verwaltungsorganisation der infolge der zweiten und dritten Teilung Polens (1793 bzw. 1795) gewonnenen preußischen Provinzen Südpreußen und Neuostpreußen auszuarbeiten. Mencken nutzte die Chance und baute in sein Konzept moderne Verwaltungsmethoden nach französischem Vorbild ein. Die Instruktion für die Kommission zur Organisation der Finanzadministration in Südpreußen war Martin Philippson zufolge „im Grunde ein umfassender Reformplan Menken’s und Struensee’s für den preußischen Staat“. An den aktuellen Organisationsbedürfnissen ging die Arbeit hingegen vorbei. Sie diente später aber dem Freiherrn vom Stein und dem Fürsten von Hardenberg als Vorbild für ihre Reformen (ab 1807).
In seinen letzten Lebensjahren diente er unter König Friedrich Wilhelm III. von dessen Thronbesteigung 1797 bis zu Menckens krankheitsbedingtem Rücktritt 1800 als erster Kabinettsrat. In dieser Position hatte er wieder erheblichen Einfluss auf die preußische Politik. Die Kabinettsordres dieser Zeit zeigen eine liberale und humane Gesinnung, sind aber auch „wortreich und unklar“ (Paul Bailleu). Er erarbeitete Grundzüge weiterer Reformprojekte, die später umgesetzt wurden. Dabei beeinflussten ihn die Gedanken seines Freundes Struensee sowie die Werke des Marquis de Mirabeau und Johann Gottlieb Fichtes.

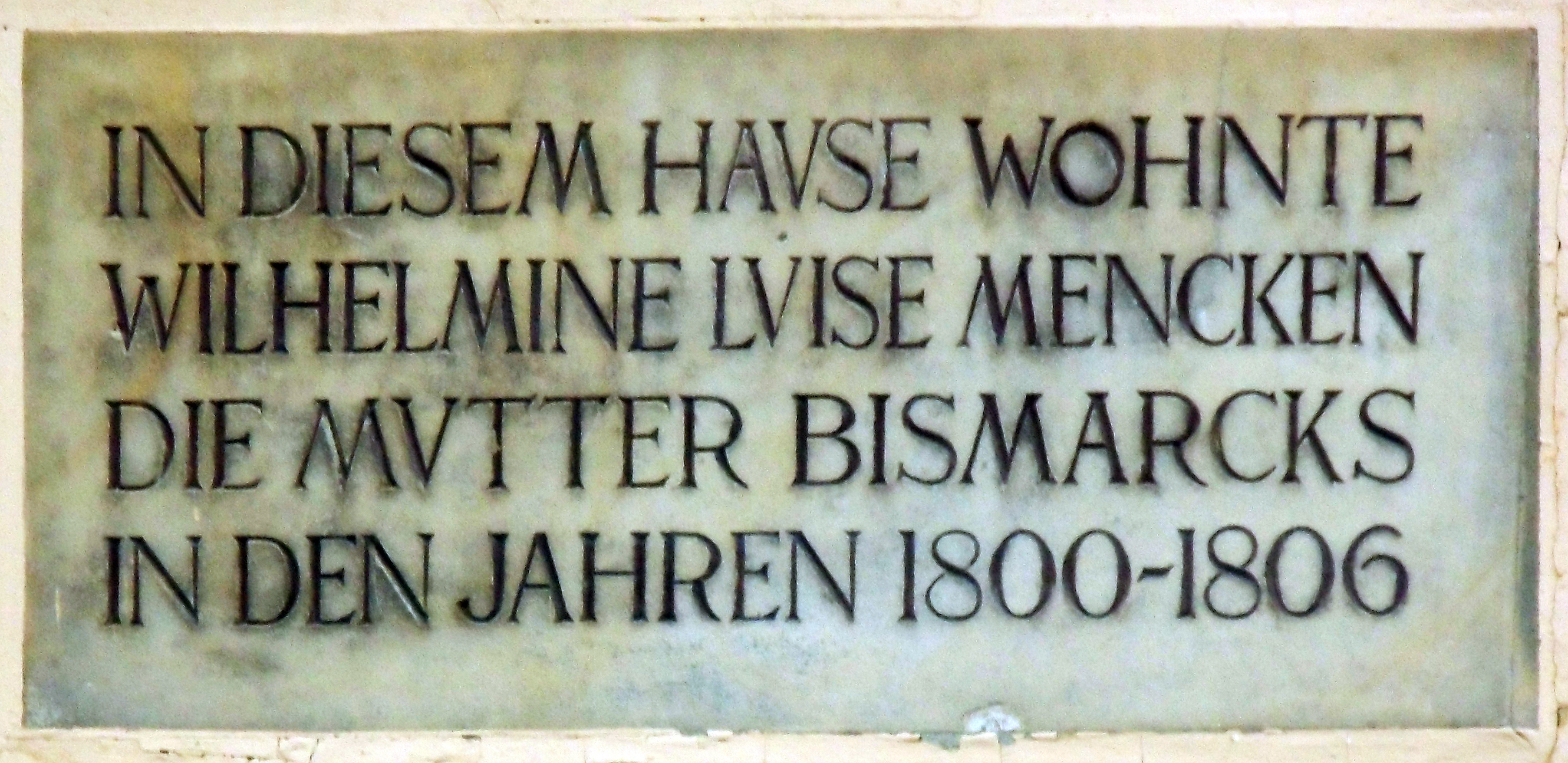
Gedenktafel an Wilhelmine Luise Mencken in Kladow

Mencken war ab 1785 mit Johanna (Anna) Elisabeth Schock verheiratet, Witwe des Potsdamer Tabakfabrikanten Pierre Schock und Tochter des Forstmeisters Wilhelm Reinhard Boeckel. Das Paar hatte zwei Kinder: Der Sohn Samuel Karl Ludwig wurde preußischer Oberamtmann zu Königswusterhausen. Die Tochter Wilhelmine L(o)uise (1789–1839) war die Mutter von Otto von Bismarck. Zuletzt lebte Mencken in seinem von David Gilly erbauten Herrenhaus auf Gut Neu-Kladow bei Berlin. Kurreisen nach Bad Pyrmont konnten seine Gesundheit nicht bessern. Er starb im Alter von 49 Jahren. Freiherr vom Stein charakterisierte ihn rückblickend als „ein liberal denkender, gebildeter, feinfühlender, wohlwollender Mann, von den edelsten Gesinnungen und Absichten“.